# Стефан Фъртунов
Стефан Илиев Фъртунов български общественик, деец на културата.
Основател е на Дома на хумора и сатирата в Габрово. Има изключително заслуги за популяризиране на Габрово като столица на смеха.

## Биография
Завършва гимназия в Севлиево. Следва право в Софийския университет „Св. Климент Охридски“.
От началото на 1960-те години целенасочено и последователно работи за утвърждаване на Габрово като столица на хумора и сатирата в България. През 1966 г. е съставител и издава сборника „Габровски шеги“ с предговор от Радой Ралин и илюстрации на Борис Димовски.
В периода 1968 – 1972 г. създава идейния модел за културно-развлекателния комплекс Дом на хумора и сатирата (с Парк на смеха), отворил врати през 1975 г. За сграда е използвана бившата кожарска фабрика на „Братя Калпазанови“, национализирана през 1947 г. На 1 април 1972 г. става негов първи директор до пенсионирането си през 1990 г. От развлекателен център през годините ДХС се превръща в културна институция, уникална и единствена по рода си на целия Балкански полуостров. Под нейния покрив намират среща творци от целия свят.
- През 1973 г. в Габрово с огромен успех се провежда първото Международно биенале на карикатурата и малката сатирична пластика. Участие вземат 348 автори от 32 страни.
- През 1977 г. стартират 2 конкурса за литература – международен „Хитър Петър“ и национален „Георги Кирков – Майстора“.
- През 1981 г. се поставя началото Международния филмов фестивал „Чарли Чаплин“.
- През 1985 г. В ДХС се открива Държавен експериментален сатиричен вариететен театър, първи и еднствен по рода си в България, обзаведен с най-модерна за времето техника, първият плазмен телевизор в България, закупен от чужбина.
- През 1985 г. се провежда първата Национална среща-наддумване „Благолаж“.
- През 1989 г. е учредена Международна фондация „Хумор на народите“ със седалище Габрово.

За изключителните му заслуги е обявен за почетен гражданин на Габрово.
Стефан Фъртунов умира на 25 юни 2010 г.